# Râouer (prêtre)
Pour les articles homonymes, voir Râouer.
Râouer est un haut responsable de l'Égypte antique lors du règne du roi Néferirkarê Kakaï (Ve dynastie) et peut-être sous le roi Sahourê.

## Biographie
On sait peu de choses sur sa famille. Son père s'appelle Ites, sa mère Hétephérès. Deux enfants sont connus, une fille appelée Hétephérès et un fils appelé Râouer.
Râouer a plusieurs titres importants, beaucoup d'entre eux liés à la garde-robe du roi. Il est notamment « coiffeur royal », « surveillant de l'ornement royal » et « responsable du chendjit royal ».
Râouer, est également « maître des secrets du roi » (sorte de secrétaire particulier), « prêtre-Sem » et « directeur du palais ». Son mastaba a été retrouvé à Gizeh. Le noble prêtre y a fait inscrire une biographie découverte dans sa tombe, sur une stèle qui relate un incident survenu alors qu'il accompagnait le roi Néferirkarê Kakaï lors d'un rituel appelé prise de la proue du bateau du dieu. Le sceptre du roi le toucha accidentellement, situation dangereuse qui aurait pu entraîner la mort immédiate de ce fonctionnaire ou son bannissement de la cour puisque le pharaon, considéré comme un dieu vivant dans la mythologie de l'Ancien Empire, est intouchable. Ce crime de lèse-majesté aurait dû être sévèrement puni mais le roi l'ayant en haute estime intervient personnellement afin qu'il ne soit pas poursuivi et décrète que Râouer est plus noble devant le roi que n'importe quel homme, insigne honneur qui le rend en quelque sorte intouchable. La stèle sur laquelle ce décret est consigné est aujourd'hui conservée au Musée du Caire :

« Le prêtre Râouer, dans sa robe sacerdotale, suivait les pas du roi pour conduire le costume royal, lorsque le sceptre dans la main du roi frappa le pied du prêtre Râouer. Le roi dit : Tu es sauvé. Alors le roi dit : Le roi veut qu'il soit en sécurité, puisque je ne l'ai pas frappé. Car il est plus digne devant le roi que quiconque. »

## Sépulture
Le mastaba de Râouer est un immense complexe funéraire qui a été retrouvé très endommagé. Le grand nombre de statues retrouvées est particulièrement remarquable. Pour le reste, on sait peu de choses sur Râouer.
Dans le temple funéraire du roi Sahourê est représenté l'ami unique Râouer, qui pourrait être identique au fonctionnaire enterré à Gizeh.